# Problemy milenijne
Problemy milenijne (ang. Millennium Prize Problems) – zestaw siedmiu zagadnień matematycznych ogłoszonych przez Instytut Matematyczny Claya 24 maja 2000 roku. Za rozwiązanie każdego z nich Instytut oferuje milion dolarów nagrody. Do dziś rozwiązano tylko jeden problem: hipoteza Poincarégo została potwierdzona w 2006 roku przez rosyjskiego matematyka Grigorija Perelmana, który odmówił przyjęcia tej i innych nagród.
| Nr | Data powstania | Opis | Stan |
| -- | -------------- | --- | --- |
| 1  | 1971           | P vs NP: czy dowolny problem obliczeniowy, który jest rozwiązywalny na niedeterministycznej maszynie Turinga w czasie wielomianowym (NP) jest rozwiązywalny na standardowej maszynie Turinga w czasie wielomianowym (P)?                                                                        | Nierozwiązany. Wielokrotnie przedstawiano próby jej udowodnienia, jak i obalenia, a także wykazania niedowodliwości. |
| 2  | 1950           | Hipoteza Hodge’a: czy na algebraicznych rozmaitościach rzutowych każdy cykl Hodge'a jest wymierną liniową kombinacją cykli algebraicznych? Hipoteza dotyczy algebraiczności wybranych klas kohomologii de Rhama.                                                                                | Rozwiązany dla niektórych wersji.                                                                                    |
| 3  | 1904           | Hipoteza Poincarégo: dowolna trójwymiarowa zwarta i jednospójna rozmaitość topologiczna bez brzegu jest homeomorficzna ze sferą trójwymiarową. | Ostatecznie potwierdzona w 2003 roku przez Grigorija Perelmana. Jego prace zweryfikowano w 2006 roku.                |
| 4  | 1859           | Hipoteza Riemanna: część rzeczywista każdego nietrywialnego zera funkcji zeta Riemanna jest równa {\displaystyle {\tfrac {1}{2}}}. | Nierozwiązany. Przedstawiono wiele argumentów za jej poprawnością.                                                   |
| 5  | 1954           | Teoria Yanga-Millsa i przerwa masowa: Dla dowolnej prostej i zwartej grupy cechowania {\displaystyle G} istnieje teoria Yanga-Millsa i posiada przerwę masową: {\displaystyle \Delta >0}. | Nierozwiązany. |
| 6  | 1822           | Równania Naviera-Stokesa: udowodnienie istnienia rozwiązania gładkiego oraz nieograniczonego w czasie (lub wskazanie przypadku nierozwiązywalnego) dla wersji równań bardziej skomplikowanej niż równania Eulera.                                                                               | Istnieją wyniki w szczególnych przypadkach. Brak pełnego rozwiązania.                                                |
| 7  | 1960           | Hipoteza Bircha i Swinnertona-Dyera: dla dowolnej krzywej eliptycznej {\displaystyle E} nad ciałem liczbowym {\displaystyle K} ranga jej grupy punktów {\displaystyle K}-wymiernych jest równa krotności zera jej L-funkcji Hassego-Weila {\displaystyle L(E,s)} w punkcie {\displaystyle s=1}. | Rozwiązany jedynie dla bardzo szczególnych przypadków krzywych eliptycznych i niskich krotności zer L-funkcji.       |